# 亡命驾驶
《亡命驾驶》（英語：Drive）是一部2011年美國新黑色犯罪片，由丹麥導演尼可拉·溫丁·黑芬執導，霍辛·阿米尼撰寫劇本，劇情改編自詹姆士·薩利斯的2005年小說《車手》。電影主要敘述由雷恩·葛斯林主演的一名未知名的好萊塢特技車手，他私下從事著逃亡車手的工作。他邂逅上了鄰居艾琳及其兒子班尼西奧，直到艾琳負債累累的丈夫史坦德爾德出獄，他自願幫助史坦德爾德參與一場劫案，但也因此惹上了危及性命的麻煩。
早於2005年，監製馬克·普拉特和亞當·席格選上了薩利斯的小說，席格向《出版者周刊》透露，這本書對編劇阿米尼來說是極具挑戰性的，因為它的故事內容是非線性敘事。演員葛斯林是普拉特的頭號選擇，且他也想在一部動作片中演出。葛斯林在電影的製作中有著關鍵的作用，其中包括聘請黑芬擔任導演、貝絲·麥可擔任美術指導。《落日車神》以1500萬美元的預算於2010年9月25日在洛杉磯各地拍攝。
《落日車神》2011年9月16日在美國上映前，還於多場影展上放映，其中包括2011年5月的第64屆坎城影展，並獲得了高度的讚譽，黑芬也為此贏得了坎城影展最佳導演獎。《落日車神》上映後，獲得了影評人及觀眾的一致好評，影評人稱讚了黑芬的執導方向、演員的演技、視覺效果、動作編排，以及克里夫·馬丁尼茲所創作的配樂。反之，部分的影評人認為，片中的過度暴力為電影扣了分。有多名影評人和媒體將《落日車神》列為2011年最佳電影之一，並獲得了許多獎項；其中，該片也獲得了奧斯卡最佳音效剪輯獎的提名。

## 劇情
在洛杉磯某日的夜晚，一名未知名的車手向車廠老闆夏儂要了一部雪佛蘭，並外出進行著逃亡車手的工作，他在該夜裡協助兩名銀行搶匪逃離警方的追緝。該車手平常白天都在夏儂的店裡工作，同時也兼差擔任著好萊塢的特技車手。為了賺大錢，夏儂說服了猶太人伯尼·羅斯和尼諾出資購買一輛汽車，好讓車手參加賽車比賽。某天，車手在賣場外遇見了鄰居艾琳和她的兒子班尼西奧，在幫助汽車拋錨的她們母子回家後，車手與母子倆相處地越來越融洽。但後來，艾琳透露，她在監獄中的丈夫史坦德爾德將在一星期後釋放。儘管車手有所顧慮，但仍接受艾琳的邀請，與出獄的史坦德爾德相互認識。
某天，車手在地下室發現了史坦德爾德被打得頭破血流，他為此得知了史坦德爾德在獄中欠了人保護費。對方是阿爾巴尼亞黑手黨的「廚師」，他要求史坦德爾德去搶一間當鋪來獲得4萬美元，以償還債務。廚師還給了班尼西奧一顆子彈，象徵著他和他母親的危險。車手為了不讓母子倆遭受到危險，所以自願作為史坦德爾德搶劫時的逃亡車手。
在行動當天，當廚師的同夥布蘭琪在搶到一袋錢後，車手和她便在車上等待著史坦德爾德出來。未料，史坦德爾德卻遭到了當鋪主人槍殺。車手隨即駕車離開，使得車手和布蘭琪遭到了一輛神秘的車子追逐。在甩開對方後，車手和布蘭琪躲在一間汽車旅館。車手再從一則新聞報導中得知，當鋪的主人竟然聲稱，自己的店儘管遭到搶劫但並沒有造成財物損失。與此同時，艾琳正在受到警方的偵訊。車手向布蘭琪質問追著他們的車是誰，但布蘭琪並未說出實話，車手打了布蘭琪，並威脅對方說出自己所知道的一切。布蘭琪承認，她拿的這袋錢含有100萬美元，而她和廚師計劃用追著車手的車子來重新竊取錢，同時也透露了廚師的本名是「克里斯」。車手要求她幫自己找到廚師，但不久，兩名廚師的手下到汽車旅館埋伏他們，儘管車手成功殺死他們，但布蘭琪卻已被對方的槍擊中、爆頭身亡。
後來在車廠，車手找了醫生幫自己療傷；夏儂願意幫車手藏錢，但車手拒絕，因為他想自己來解決這件事。在夏儂向尼諾問出廚師的下落後，車手到一間脫衣舞俱樂部的更衣室找到了廚師，他用錘子砸了他的手指，並拿出了對方給班尼西奧的子彈，以威脅要殺死他。廚師透露，原來尼諾才是該劫案背後的主導人。車手通電話給尼諾，並打算退還那袋錢，但遭對方拒絕；在掛掉電話後，尼諾派了一名刺客前往車手的住所。

《落日車神》中知名的電梯場景

車手回到家後，向艾琳坦白一切，難過的艾琳打了他一巴掌。當他與艾琳一同進到電梯後，車手看到電梯中的男子有槍便認定他是來殺自己的刺客；車手慢慢地將身旁的艾琳推到身後並親吻了她，之後便將刺客推倒在地，再猛烈地不斷踐踏對方的頭，使其致死。目睹車手殘酷地的行為的艾琳離開了電梯，便驚訝地說不出話來，直到電梯門關上。
在尼諾的披薩店，他向伯尼透露，其實那筆錢是被費城幫派「東海岸暴徒」藏於當鋪中，因為可能會導致東海岸黑手黨對他們造成傷害，使得他們打算殺死所有參與這場劫案的人。伯尼警告尼諾，沒有人能從義大利暴徒身上偷走東西。尼諾感到不滿，因為義大利暴徒使得他的猶太遺產而遭到侮辱。他說服伯尼遵循他的計劃，並同意伯尼殺死在一旁的廚師，以清除掉見證兩人協議的人。在車廠，夏儂聽了車手的建議後，打算離開這裡，但當他收拾完行李時，伯尼現身詢問車手的下落。夏儂因拒絕透露而遭對方用剃刀割破手腕，為此死在車廠。事後，車手發現了他的屍體，便將藏在引擎蓋中的錢帶走。
車手將他在特技工作中使用到的橡膠假臉面罩掩飾自己，並從尼諾的披薩店一路跟他到了1號加利福尼亞州州道，再以側面碰撞的方式將尼諾坐的車撞翻至海灘上。車手下車將倖存的尼諾拖到海裡將他淹死。車手打電話給艾琳，稱自己要離開，並說遇見她和班尼西奧是他所遇到過的最好的事。車手與伯尼相約見面，伯尼承諾能以錢來換取艾琳母子的安全。車手將那袋錢放在後車箱，當車手拿出錢時，伯尼持刀刺進他的腹部，以試圖殺死他。與此同時，車手也反擊刺死了伯尼。伯尼死後，車手進到了車裡的駕駛座，認為自己會就此死去。但過了一會，他發現自己仍活著，因此放棄了錢，然後開車離開。艾琳敲了車手的房門，但沒有人回應。而倖存的車手則在夜裡開著車，朝著未知的方向離去。

## 演員
- 雷恩·葛斯林飾演車手[6]
- 凱莉·墨里根飾演艾琳（Irene）[7]

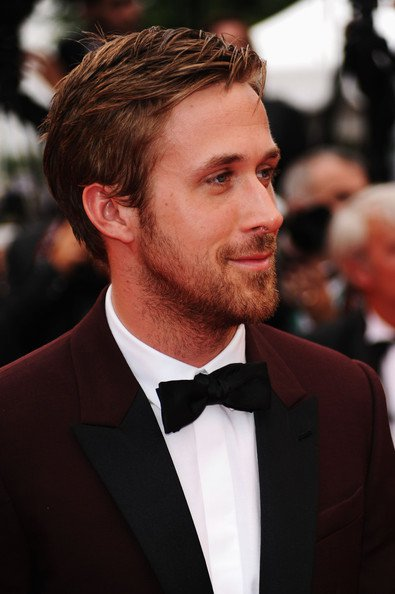
雷恩·葛斯林在片中所飾演的車手一角從未透露其姓名

- 布萊恩·克萊斯頓飾演夏儂（Shannon）[8]
- 艾伯特·布魯克斯飾演伯尼·羅斯（Bernie Rose）[8]
- 奧斯卡·伊薩克飾演史坦德爾德·蓋布瑞（Standard Gabriel）[8]
- 朗·帕爾曼飾演尼諾（Nino）[8]
- 克莉絲汀娜·韓翠克絲飾演布蘭琪（Blanche）[8]
- 卡丹·萊奧斯飾演班尼西奧（Benicio）
- 詹姆士·比貝利（英语：James Biberi）飾演廚師／克里斯（Cook / Chris）
- 魯斯·譚柏林（英语：Russ Tamblyn）飾演醫生
- 安蒂·聖·迪馬斯（英语：Andy San Dimas）飾演更衣室前的舞孃

## 製作

### 發展
詹姆士·薩利斯的小說《車手》於2005年發行。監製馬克·普拉特和亞當·席格選上了這本小說，並向《出版者周刊》透露了閱讀後的想法。《Drive》讓席格感到好奇，他認為主角是個「不曾看到的人物，他有某種目的，他非常擅長一件事，且從不道歉。」普拉特認為這有點像是由史提夫·麥昆或克林·伊斯威特會飾演的那種角色。
奧斯卡獎提名編劇霍辛·阿米尼改編了這部小說。他從片商那收到後就覺得這是一本罕見的書，認為它是簡短、陰沉的，就像一首詩。該小說是以非線性敘事來構成故事，所以有許多閃回和時間的跳躍，阿米尼認為這改編相當具有挑戰性。他覺得這非線性敘事使它成為一部非常棘手的結構。
《車手》的電影改編是於2008年初首次對外宣布，當時尼爾·馬歇爾被指派擔任導演，並被描述這是部「LA-集動作之謎」的電影，休·傑克曼則被看上作為主演。環球影業也一直試圖製作該電影。直到2010年2月，馬歇爾和傑克曼已不再該項目當中。當演員雷恩·葛斯林簽下片約擔任主角時，他也被允許自行選擇導演人選。葛斯林選擇了做為自己粉絲的丹麥導演尼可拉·溫丁·黑芬來執導電影。當黑芬在看《車手》的第一版劇本後，他對一個具有分裂個性的人的概念更感興趣，在白天時是名特技演員，而在晚上則是名犯罪的逃亡車手，反而不是故事的本身。

### 選角
監製馬克·普拉特在早期就已演員雷恩·葛斯林有所聯絡。普拉特透露，自己有份名單，當中包括了各種他看上的編劇、導演和演員。普拉特的名單中位居首位的是葛斯林，儘管他出演了多部不同類型的電影，但從未主演過像《落日車神》這樣的角色。葛斯林一直有興趣參與一部動作片的；葛斯林聲稱，他認為現今的動作電影該更注重的是特技而不是角色。葛斯林表示，他對自己擔任的未知名車手主角有著強烈的吸引力，稱他以「非常強大的人物」為核心及擁有「強大」的浪漫主義。

在接受爛番茄採訪時，葛斯林被問到「電影是什麼？」以及你是否閱讀了以休·傑克曼和導演尼爾·馬歇爾為主的這份劇本？他回答： 
葛斯林有機會自行選擇電影導演，他表示：「我想，他必須是尼可拉（溫丁·黑芬），沒有別的選擇。」因劇本已變得和之前不同，所以葛斯林擔心黑芬的參與可能無望。但黑芬毫不猶豫地接受了該項目。

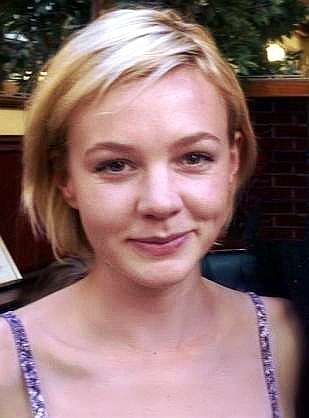
凱莉·墨里根所飾演的艾琳一角在原作中是一名名叫愛蓮娜的西班牙裔人

黑芬不會觀看葛斯林擔任角色的影帶或讓演員在他面前試鏡。因《名媛教育》（2009年）而獲得奧斯卡獎提名的凱莉·墨里根被選為《落日車神》的女主角，她是由瓏·薛爾菲格所推薦的。薛爾菲格也是名丹麥導演，同時也是黑芬的好友，且在他小時候，她曾照顧過黑芬。黑芬當時沒有看過《名媛教育》，但他的妻子是電影和墨里根的粉絲，因此她希望黑芬選擇墨里根。在原始的劇本中，她的角色是個名為愛蓮娜的西班牙裔女性。在墨里根接演後，該角色變成了艾琳；黑芬解釋說，他「找不到任何一個可以欽點的演員」。在拍攝電影期間，墨里根曾在洛杉磯的家中與黑芬和其妻子、兩個女兒進行了交流。此外，編劇霍辛·阿米尼也在電影拍攝期和黑芬的家人住在一起。黑芬和阿米尼在此期間還對原始劇本進行了重大更改。
布萊恩·克萊斯頓在片中飾演了夏儂一角。克萊斯頓是黑芬首選的演員之一，因為他是電視劇《絕命毒師》的粉絲。黑芬曾試圖詢問他是如何發展這個角色的。沒收到回覆後，黑芬打電話給他，在同一時間，克萊斯頓正在一篇文章上寫道，他的優點和缺點。黑芬為此感到有趣。克莉絲汀娜·韓翠克絲飾演了小角色布蘭琪。黑芬本來是想找色情演員來飾演布蘭琪。但他找不到適合的人，在與韓翠克絲見面後就決定採用她，因為黑芬認為她「夠勁」。在此前，黑芬的妻子看過韓翠克絲的照片後，發現她很漂亮，便向黑芬推薦飾演布蘭琪。
艾伯特·布魯克斯在片中飾演反派伯尼·羅斯。當黑芬推薦他時，葛斯林也表示同意。布魯克斯認為，他愛伯尼·羅斯擁有的古怪的風格。

關鍵反派尼諾是由朗·帕爾曼詮釋，他是參演的演員陣容中的最後一人。黑芬認為，尼諾的性格本來並不是特別有趣，所以問帕爾曼為何想演，而對方回答：「我一直想演一名想成為義大利流氓黑社會的猶太人。」而奧斯卡·伊薩克則飾演了名為史坦德爾德的犯罪嫌疑人，他與艾琳結婚，並在出獄後的一周內認識車手。他發現這角色的原型有點不太吸引人，便做出了一些更動。他說：

### 拍攝
《落日車神》的製作預算約1500萬美元，2010年9月25日起在加利福尼亞州的洛杉磯各地拍攝。黑芬讓葛斯林在夜晚的城市開車以選擇拍攝地點。在導演的要求下，由於預算問題，洛杉磯被選為拍攝地點。黑芬搬進了豪華的洛杉磯宅邸，並堅持要演員和編劇阿米尼與他搬過來住。他們整天都在打磨劇本和電影，然後在晚上觀看電影、剪輯或開車。黑芬還要求將剪輯素材放在家中。黑芬和葛斯林曾在拍攝期間將達81頁的拍攝劇本中的對話進行縮減。
片中一開始，葛斯林開車追逐的場景是由黑芬在車內掌鏡拍攝的。在接受采訪時，黑芬透露，這個場景是為了模仿「在鯊魚海洋中的潛水員」的感覺，在飛車追逐中不離開車輛，以便觀眾可以從角色的角度來看待發生的情況。由於緊迫的時間和金錢，這花了兩天來拍攝。車上準備了兩個不同的攝影機，但導演發現攝影機難以移動，所以他將設備切換到附近的兩個附加裝置。隨著洛杉磯市中心重新活絡，使得黑芬刻意避免進入某些地區以維持氣氛的陰沉；此外，該場景還以低角度和最小的光線來拍攝。

電影中沒有對話的情節為電梯的橋段：
為此，他和加斯帕·諾埃進行了交談，並問對方是如何在《不可撤销》（2002年）中所呈現無台詞的橋段。電影從浪漫轉向暴力的場景從車手溫柔地親吻艾琳，以一吻作為道別之禮開始，他及後變身成一個「狼人」，猛烈地踩踏殺手的頭。隨後，艾琳用詫異的眼光看著車手。「每部電影必須有一個核心-定義它自己的地方-在我所做的每一部電影中，總都會有這麼一個場景。在《落日車神》中，我很難把頭遮住。我意識到我需要在一種情況下表現出車手是個絕望的浪漫騎士，但他也完全是名精神病患者，並願意使用任何形式的暴力來保護無辜。」2012年3月，一本關於建築與電影關係的線上雜誌《Interiors》中，發表了一篇探討黑芬是如何使用這狹窄的空間，以及他在浪漫與暴力之間取得平衡的方式。
飛車的場景是使用電影《奔騰年代》（2003年）所開發的攝影拖車設備，並讓特技車手勞勃·納格負責代駕，以使葛斯林專注在演技上。為了與黑芬過往的風格一樣，攝影師紐頓·湯瑪士·席格大量地使用廣角鏡頭，而非手持攝影。黑芬為求真實感，他也避免使用電腦成像（CGI）。因預算限制無力承擔CGI的情況也因此解了套。儘管劇組中有著多名特技演員，但葛斯林在完成特技駕駛的訓練後也親自上陣完成了一些特技場景。在製作過程中，葛斯林重建了1973年雪佛蘭邁銳寶，把它拆開再重新組裝。拍攝於2010年11月12日結束。

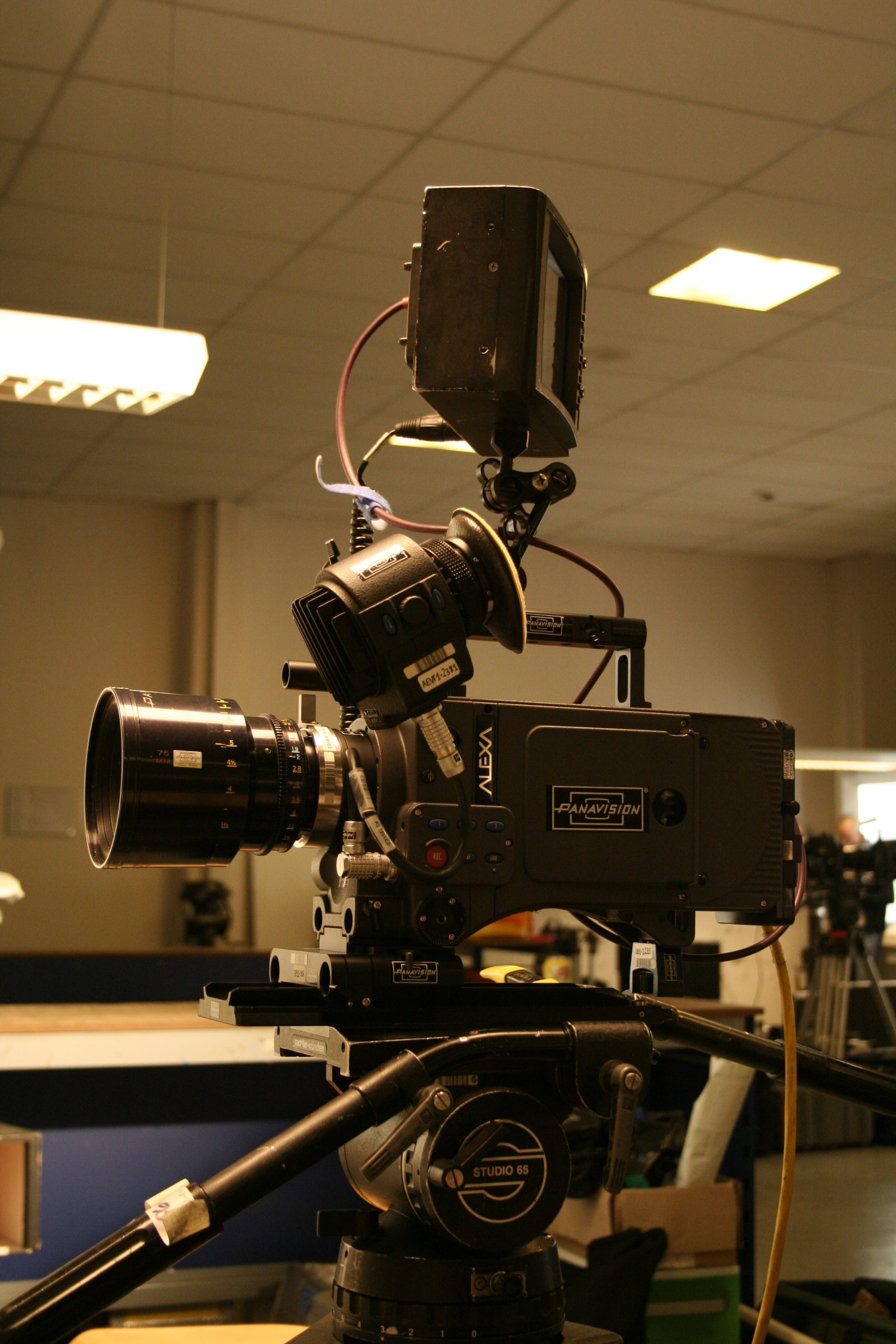
黑芬拍攝《落日車神》時所使用的阿萊Alexa攝影機

貝絲·麥可被聘擔任電影的美術指導，這是葛斯林所選擇的，他們在2006年的《我的左派老師》中合作過。在拍攝之前，麥可需督促四十人的團隊，經常工作十六至十八個小時。這也是她在當時參與過最昂貴的電影，與《我的左派老師》相比，「預算還多了個零」。劇組人員所搭建的公寓樓中，走廊和電梯是連接車手和艾琳的空間。麥可還在一座廢棄建築中建造了一個脫衣舞俱樂部和伯尼·羅斯的公寓。將洛杉磯一家「平凡無奇」的汽車修理廠改造成一個宏偉的汽車經銷商是最具挑戰性的任務之一。她將牆壁粉刷成藍色，並設了一處停放老派汽車的陳列室。
電影是以阿萊Alexa攝影機和數位格式所拍攝的。據執行製片人大衛·蘭卡斯特透露，電影中包含了洛杉磯不常見卻豐富且令人回味的強烈形象。
《落日車神》含有著1980年代的沉重氣氛，從頭到尾不論車輛、音樂和衣服，以及建築皆嚴謹地如此呈現。在山谷和洛杉磯市中心能看到的城市部分的地區有著廉價的灰泥粉饰和玻璃，並留有許多的當代建築。城市的背景還包括南加州的商業區。《洛杉磯時報》指出，每當有著閃爍的建築出現時，它們都是以遠景的方式呈現。黑芬還在晚間以直升機於邦克山的上方進行空拍。

### 風格和靈感
《Salon》的安德魯·歐哈爾稱《落日車神》為「經典的洛杉磯搶劫故事」，且「沒有試圖超越《警網鐵金剛》或成為下一個《玩命關頭》系列作。」哈爾還認為這是和羅傑·科曼的B級片美學致敬與借鏡麥可·曼恩的好萊塢光澤。《洛杉磯時報》的史蒂文·澤西克對於電影的主題進行了研究，「忠誠、孤獨和黑暗的衝動，即使我們盡力最大限度地壓制但他們仍會浮現。」《路透社》的尼克·維諾庫爾指出，這部片使人聯想到大衛·林區的《穆荷蘭大道》和昆汀·塔倫提諾的《黑色追緝令》。《洛杉磯時報》的克里斯多夫·霍桑則將《落日車神》與華特·希爾、約翰·卡本特、納撒尼爾·韋斯特、J·G·巴拉德和麥克·戴維斯的作品作了比較。黑芬表示，《落日車神》的部分要素也取自亞歷山卓·尤杜洛斯基的電影，並包括了他的一些存在主義。
《落日車神》被稱為是個強硬、硬邊緣的新黑色藝術電影，非常暴力且非常時尚，並受到歐洲的藝術和刑房的影響。據黑芬表示，當車手在電梯場景殺死反派一段就像是個超級英雄銳變過程。《落日車神》還引用了邪典電影《蝗蟲之日》（1975年）和《威猛奇兵》（1985年）的一些要素。當中混合了霓虹燈的色調和復古歌曲，以符合電影的基調。電影中的粉紅色片頭是參考自1983年電影《保送入學》。黑芬還指出，電影中的浪漫主義部分是受到編導約翰·休斯的電影而啟發。
《落日車神》的部分靈感來自《格林童話》，黑芬的目標是讓其成為「以洛杉磯為背景的童話故事」，並以車手作為英雄。為了傳達出如童話般的主題，車手不惜訴諸暴力殺死壞人保護良善。黑芬也指出，《步步驚魂》（1967年）、《兩線柏油路》（1971年）、《虎口拔牙》（1978年）和《大盜》（1981年）等都是啟發他的電影。而尚-皮耶·梅爾維爾的犯罪作品則影響了其攝影。霍辛·阿米尼的劇本還傾向強加了「一種面向的道德規範」，即使那些遵守它的人幾乎從未覺得他們的努力會獲得回報，正如車手和艾琳全心全意對待兒子那樣。而車手最後在車裡逃過死劫一段就像是試圖尋求平靜和浪漫。
車手就像是克林·伊斯威特在塞吉歐·李昂尼的「鏢客三部曲」中飾演的「無名客」一樣，是個沒有透露名字的人物，且他幾乎很少說話。車手之所以很少有對白，是因為黑芬想讓他邊開車邊聽著流行電音，反而不是要表達他是個強硬的人。《綜藝》的彼得·迪布魯認為，車手所缺乏的內心活動透過行動和時尚的衣服彌補。車手的衣服中，特別是件背面有金色蠍子圖案的外套主要是受到Kiss合唱團和肯尼思·安格的1964年實驗電影《天蠍座升起》所啟發。黑芬將前者視為角色的盔甲，代表著保護的象徵。影評人彼得·卡納維塞認為，這件夾克是參考自電影中所提到的蠍子和青蛙的寓言，而這寓言也在奧森·威爾斯的《阿卡丁先生》（1955年）中被使用。

### 音樂
片中大部分的電子音樂都是由克里夫·馬丁尼茲所作曲。而尼可拉·溫丁·黑芬其實是《性、謊言、錄影帶》（1989年）配樂的粉絲。該樂曲包含了老式鍵盤和曲目，並有著坦率性的主題曲。黑芬想讓電影有著電子音樂，並讓音樂偶爾有些抽象化，好讓觀眾可以從車手的角度來看事物。他給作曲家馬丁尼茲提供了一些他喜歡的歌曲，並要求對方效仿聲音，為此產生了帶有復古風的80年代合成電音。剪輯師麥特·紐曼最推薦的是《落日車神》的開場歌曲：法國電子音樂家卡明斯基的〈Nightcall〉。黑芬起初想要強尼·朱爾的慾望樂團和共聲體樂團的音樂在電影中使用，但他們有其他計劃。馬丁尼茲是以模仿朱爾樂團的共聲體和玻璃糖果的風格和感覺才在最後一刻被雇用。朱爾將他未使用的電影配樂改編成了〈Themes for an Imaginary Film〉成為了他在對稱樂團的首張專輯。
在黑芬透過聆聽強尼·朱爾的混音目錄時，他選擇了〈Under Your Spell〉和〈Clock of the Clock〉，因為他認為這兩首歌符合《落日車神》作為一部童話故事的基調。《落日車神》中的〈A Real Hero〉的主題旋律是描述著如何成為「一個真正的人」和「一個真正的英雄」，因為車手在片中都曾變成這兩個狀態。起初，朱爾擔心「Under Your Spell」這首可能太過表面，但很快意識到它被用於《落日車神》中時，「這就和我寫的感覺相當。他確實掌握了這首歌的細微差別，並且理解它應該是什麼意思，他想把這種情感傳達給觀眾。」
當朱爾在以基本元素的角度來思考音樂時，黑芬說，對於某些場景來說，不應該有低音，因為這種音調通常被用於更加情感或不安祥的部分。朱爾為了幫助自己的寫作過程和哼出旋律，監製列出小說中的許多短語，然後以大字體打印出這些單詞，將它們掛在他的牆上。

## 發行

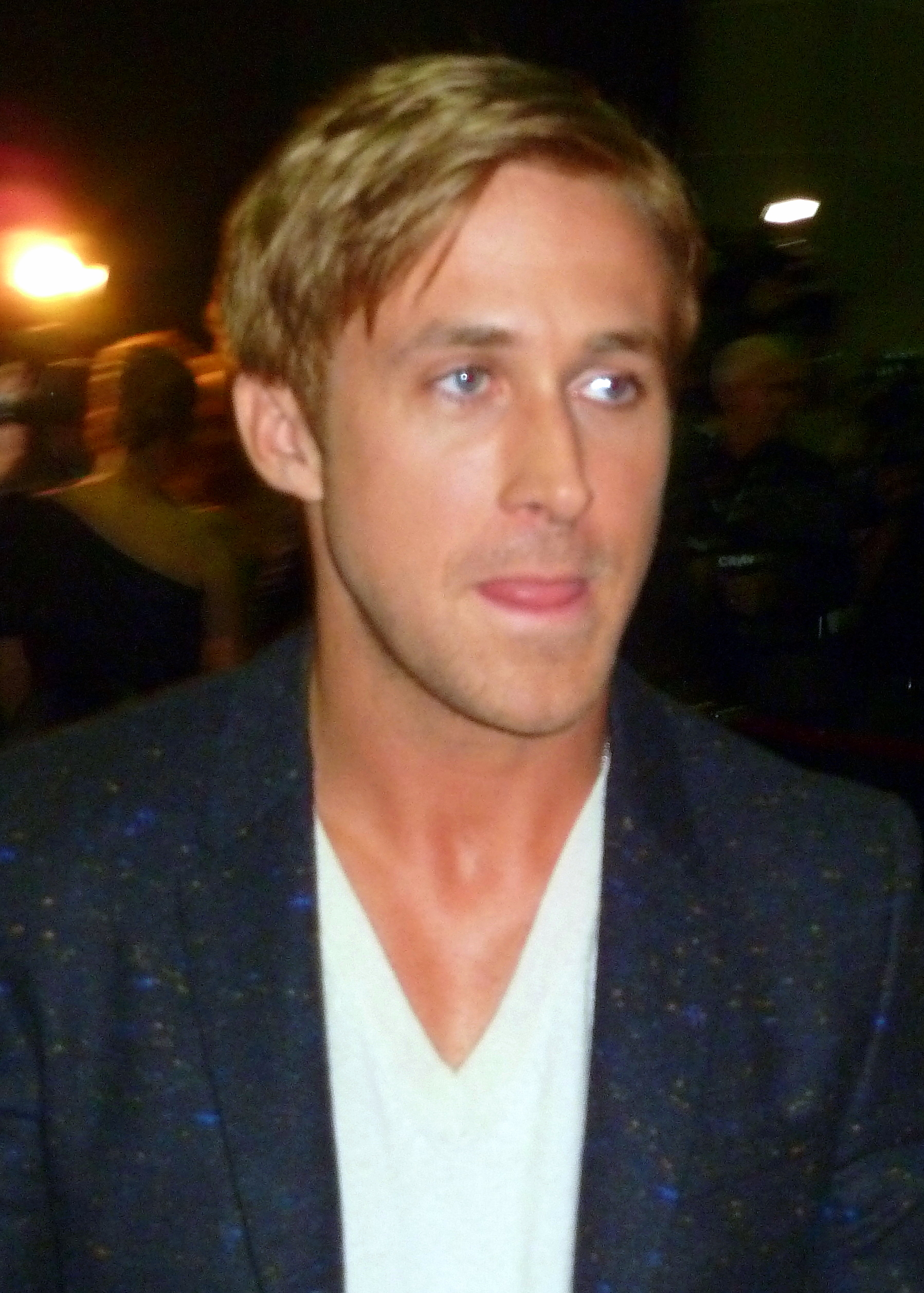
雷恩·葛斯林出席2011年多倫多國際影展

早在主要攝影前，尼可拉·溫丁·黑芬就到第63屆坎城影展上努力銷售《落日車神》的版權，並也釋出了這部片的宣傳海報。2010年11月，FilmDistrict買下了電影的北美發行權。業主們希望能開始談判購買它之前看到任何鏡頭，相信電影可以吸引那些喜歡該流派電影及藝術片的人群。《落日車神》定於2011年9月16日在美國上映。
該片2011年5月20日在第64屆坎城影展上首映。在第一次向媒體展示的時，電影獲得了許多的讚譽，並獲得了「影展的一些最佳反響」。《衛報》的贊·布洛克斯給了電影好評，但認為它無法贏得坎城的獎項。他認為，電影中有許多復古感，並就像是《生命樹》和《世紀末婚禮》那樣的偉大藝術和強大的社會評論。部分媒體和觀眾也為片中的極端暴力發出歡呼。《落日車神》獲得了台下觀眾長達15分鐘的起立鼓掌。黑芬也在該影展上贏得了最佳導演獎。
《落日車神》也於同年6月20日在洛杉磯影展的盛大放映計劃上展出。在當中有著超過三十個國家的兩百多部電影、MV、短片在該展上放映。在《紅狗背包客》的發行日延後幾天後，《落日車神》取代前者成為了墨爾本國際影展的閉幕夜影片。此外，電影還被FilmDistrict排於聖地亞哥國際動漫展上展出。《落日車神》於8月中旬在倫敦的帝國大銀幕上祕密地放映。9月，《落日車神》在2011年多倫多國際影展上作為特別節目展出，同時也包括了雷恩·葛斯林主演的另一部電影《選戰風雲》。

### 家庭媒體
《落日車神》於2012年1月30日發行了DVD和BD。在北美發行的第一週，其DVD銷售量為二十七萬八千九百四十張，BD為二十一萬三千七百二十二張。2014年12月2日，電影的BD、DVD和數位鐵盒裝重新發行，並有著全新的美術風的封面。

## 反響

### 評價

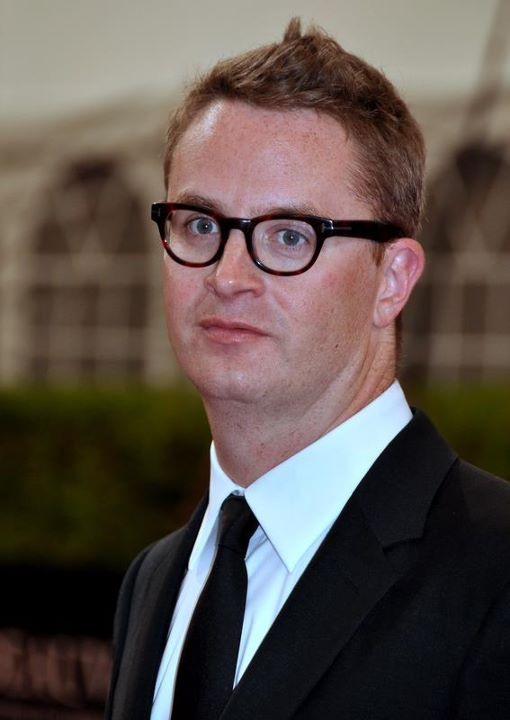
尼可拉·溫丁·黑芬執導的《落日車神》已獲得了普遍好評

《落日車神》獲得的評價以正面居多。爛番茄基於239條評論，新鮮度達92%，平均得分8.3／10；該網站共識：「由於其超風格化的暴力、音樂和驚人的畫面，《落日車神》代表完全實現了藝術動作的願景。」在Metacritic上，根據43位評論家而獲得了78分（滿分100），這代表著「普遍讚譽」。而電影也被許多影評人的年末十大榜單中排名最高、項目最多的電影之一。據Metacritic統計的十大榜單中，《落日車神》被列為該年度第四佳的電影，位於《生命樹》、《大藝術家》和《世紀末婚禮》之後。
《帝國雜誌》的作家將《落日車神》列為2011年的頭號電影。《滾石》的彼得·崔維斯給了電影4星的滿分，他認為電影是「一塊輝煌的骯髒生意」，「黑芬是名偉大的藝術家，融合了鐵漢柔情與這些神秘的技能，他當之無愧地贏得了坎城影展最佳導演獎。」崔維斯還說：「準備被艾伯特·布魯克斯嚇壞。」他很讚賞布魯克斯的演出，他帶有黑色幽默和冰冷的威脅（以他使用刀刃這點來看），他憑這部2011年電影值得一座奧斯卡獎。《華爾街日報》的喬·摩根斯坦也對布魯克斯表示讚賞，稱他的表演是「聳人聽聞」的。《IndieWire》的詹姆斯·羅奇給了《落日車神》一個A的評價，並認為《落日車神》證明了對於一個真正的人才來說，攝影機、娛樂和藝術都是自己的盟友。羅奇也將《落日車神》列為2011年的第一名電影。
《Movieline》的史蒂芬妮·夏克瑞稱讚了電影中的動作，並寫到：「在反主流動作電影的所有當前趨勢中，《落日車神》的拍攝與剪輯編排有著外科醫生般的清晰和準確。黑芬並沒把這些行為來愚弄我們，好使人認為這是更令人興奮的。」她也稱讚了黑芬對於電影中的暴力的處理技巧，以及葛斯林和墨里根間低調的浪漫史。她給電影的分數為9.5／10。羅傑·伊伯特將《落日車神》排於2011年最佳電影的第七位。他寫道：「這是一部尊重編劇、表演和工藝的電影。它尊重著知識淵博的電影觀眾。」同時也和夏克瑞一樣，稱讚了電影中的動作編排未依賴於CGI技術。
反之，《紐約客》的安東尼·萊恩給了電影負面的評價，他認為「《落日車神》的暴力太過寫實了，這最終對電影是不利的。」在提到暴力時，他說：「在抓住我們的注意力的時候，他把它從重要的角度轉移出去。恐怖徘徊和滲透著；其感覺都被吸走了。」《芝加哥論壇報》的麥可·菲利普斯也感到有同樣的感覺，雖然他早期是喜歡這部電影的，但《落日車神》仍成了「一個又一個的華麗虐待集」此外，菲利普斯認為這部電影太多依賴於「風格化」，沒有足夠的實質感。2014年，《哈芬登郵報》將《落日車神》列在過去十五年來超級高估名單中的第八部電影。據CinemaScore調查，觀眾在A+至F間給的評價落在「C-」；因為行銷的誤導，使得觀眾尷尬地預期片中會有更多的飛車和動作戲。

### 十大名單
《落日車神》已被許多影評人及媒體列入了2011年十大名單中。包括：
- 第一名 – 彼得·崔維斯，《滾石》
- 第一名 – 理查·洛普（英语：Richard Roeper），《芝加哥論壇報》
- 第一名 – 詹姆斯·羅奇，《BoxOffice（英语：BoxOffice (magazine)）》
- 第一名 – 喬書亞·羅斯科普夫，《Time Out》（紐約）
- 第一名 – 尼爾·米勒（英语：Neil Miller (writer)），《Film School Rejects》
- 第二名 – 塔莎·羅賓森，《影音俱樂部》
- 第二名 – 泰·伯爾（英语：Ty Burr），《波士頓環球報》
- 第二名 – 馬歇爾·芬恩（英语：Marshall Fine），《Hollywood & Fine》
- 第二名 – 格雷戈里·埃爾伍德，《HitFix》
- 第三名 – 衛斯理·莫里斯（英语：Wesley Morris），《波士頓環球報》
- 第三名 – 蓋·洛奇與克里斯多夫·塔普利，《HitFix》
- 第四名 – 奈森·拉賓（英语：Nathan Rabin），《影音俱樂部》
- 第五名 – 凱爾·史密斯（英语：Kyle Smith），《紐約郵報》
- 第五名 – 貝琪·沙基，《洛杉磯時報》
- 第六名 – 凱特·埃爾布蘭德，《BoxOffice（英语：BoxOffice (magazine)）》
- 第六名 – 德魯·麥維尼（英语：Drew McWeeny），《HitFix》
- 第七名 – 史考特·托比亞斯，《影音俱樂部》
- 第七名 – 彼得·基恩，《Indiewire》
- 第七名 – 安德魯·歐哈爾，《Salon（英语：Salon (website)）》
- 第七名 – 羅傑·伊伯特，《芝加哥論壇報》
- 第七名 – 卡琳娜·朗沃斯（英语：Karina Longworth），《村聲》
- 第九名 – 安·霍納德，《華盛頓郵報》
- 第十名 – 瑞尼·羅德里奎茲，《邁阿密先驅報》
- 第十名 – 史蒂芬妮·夏克瑞（英语：Stephanie Zacharek），《Movieline（英语：Movieline）》

### 票房
《落日車神》的票房總值為7617萬5166美元，是預算1500萬美元的五倍以上。在北美，電影的票房共計3506萬0689美元。在2011年9月16日的週末，該片在北美的2866間戲院中獲得了1134萬0461美元。《落日車神》在該週末上映的四大電影之一中位居第二，其他三部為《獅子王3D》、《暴力正義》和《凱特的慾望日記》。該片於2012年2月9日在北美正式下檔。
在國際市場上，《落日車神》的票房共計4111萬4477美元。該片在法國擁有最高票房，總收入為1464萬2787歐元（約1326萬4311美元）。它於2011年10月5日的週末在法國的246間戲院上映，之後增加至360間，每週賺進1萬0722歐元（約1萬3746美元）。海外第二高為英國，共賺取了308萬9790英鎊（約469萬3696美元）。《落日車神》於2011年9月27日在英國的176間戲院上映，後來戲院增加至190間。電影在澳大利亞於2011年10月27日上映，全國票房總計228萬6388美元。

### 榮譽
《落日車神》在英國電影學院獎上提名了四個獎項，其中包括最佳影片、最佳導演、最佳女配角（凱莉·墨里根）和最佳剪輯。2011年，該片為影評團體中提名數最多的電影之一。艾伯特·布魯克斯獲得了最多影評團體的提名。尼可拉·溫丁·黑芬在第64屆坎城影展上憑此片獲得了最佳導演獎。《落日車神》也獲得了奧斯卡最佳音效剪輯獎的提名。

## 原聲帶
《落日車神》的電影原聲CD於2011年9月27日由Lakeshore Records發行，並由Edge Edge Film Scores所擁有。在此之前，由於在Twitter上的病毒式評論，使得音樂在iTunes上相當暢銷，其銷售值向上攀升至第四位。該專輯於2012年6月由Mondo發行。在當中的十九首歌曲都已獲得了好評。《波士頓先驅報》的詹姆斯·維爾尼耶將其評為「A」，並認為該配樂在電影中的地位相當重要，根本難以想像沒有它的電影。《Allmusic》的詹姆斯·克里斯多夫·蒙格特別喜歡開場曲〈Nightcall〉、〈I Drive〉、〈Hammer〉和〈Bride of Deluxe〉這幾首歌。《數碼間諜》的梅爾·尼西姆給了它五分之四星的評價，他認為該配樂是以馬丁尼茲歌曲的形式開始播放，而不是去混合它，以獲得更加愉快的聽覺體驗。
2016年9月，Lakeshore和Invada Records發行了五週年特輯。同一個月，強尼·朱爾、電氣青年和克里夫·馬丁尼茲討論了配樂和電影對他們的生活和當代音樂文化的影響。朱爾向《Vehlinggo》透露，《落日車神》的「聲音和視覺的混對現代旋律來說永遠是致命的。」該配樂被《Spin》列入40首改編成另類音樂的電影原聲之一。

### 曲目
| 曲序 | 曲目                                                     | 藝術家                         | 时长 |
| ---- | -------------------------------------------------------- | ------------------------------ | ---- |
| 1.   | Nightcall（卡明斯基，蓋-曼紐爾·德·奧梅姆-克里斯托）      | 卡明斯基邀請Lovefoxxx          | 4:19 |
| 2.   | Under Your Spell（強尼·朱爾）                            | 慾望樂團                       | 3:52 |
| 3.   | A Real Hero（大衛·格雷爾，奧斯汀·蓋瑞克，布朗溫·格里芬） | College邀請電氣青年            | 4:27 |
| 4.   | Oh My Love（里茲·歐特拉尼，莉娜·拉涅利）                 | 里茲·歐特拉尼邀請凱娜·拉尼耶里 | 2:50 |
| 5.   | Tick of the Clock（強尼·朱爾）                           | 共聲體樂團                     | 4:48 |
| 6.   | Rubber Head                                              | 克里夫·馬丁尼茲                | 3:08 |
| 7.   | The Driver                                               | 巴士底樂團                     | 4:22 |
| 8.   | I Drive                                                  | 克里夫·馬丁尼茲                | 2:03 |
| 9.   | He Had a Good Time                                       | 克里夫·馬丁尼茲                | 1:37 |
| 10.  | They Broke His Pelvis                                    | 克里夫·馬丁尼茲                | 1:58 |
| 11.  | Kick Your Teeth                                          | 克里夫·馬丁尼茲                | 2:40 |
| 12.  | Where's the Deluxe Version?                              | 克里夫·馬丁尼茲                | 5:32 |
| 13.  | See You in Four                                          | 克里夫·馬丁尼茲                | 2:37 |
| 14.  | After the Chase                                          | 克里夫·馬丁尼茲                | 5:25 |
| 15.  | Hammer                                                   | 克里夫·馬丁尼茲                | 4:44 |
| 16.  | Wrong Floor                                              | 克里夫·馬丁尼茲                | 1:31 |
| 17.  | Skull Crushing                                           | 克里夫·馬丁尼茲                | 5:57 |
| 18.  | My Name on a Car                                         | 克里夫·馬丁尼茲                | 2:19 |
| 19.  | On the Beach                                             | 克里夫·馬丁尼茲                | 6:35 |
| 20.  | Bride of Deluxe                                          | 克里夫·馬丁尼茲                | 3:57 |

### 排行榜
| 排行榜（2011-2012）      | 頂點 位置 |
| ------------------------ | --------- |
| 奧地利音樂榜             | 33        |
| 比利時音樂榜（佛蘭德斯） | 28        |
| 比利時音樂榜（瓦隆尼亞） | 24        |
| 丹麥音樂榜               | 12        |
| 法國音樂榜               | 13        |
| 德國音樂榜               | 59        |
| 愛爾蘭彙編音樂榜         | 2         |
| 義大利彙集音樂榜         | 14        |
| 挪威音樂榜               | 35        |
| 波蘭音樂榜               | 8         |
| 瑞士音樂榜               | 72        |
| 英國彙編音樂榜           | 12        |
| 美國《告示牌》二百強     | 31        |
| 美國獨立專輯             | 4         |
| 美國原聲帶               | 1         |

| 排行榜（2012）           | 位置 |
| ------------------------ | ---- |
| 比利時音樂榜（佛蘭德斯） | 91   |
| 比利時音樂榜（瓦隆尼亞） | 96   |
| 丹麥音樂榜               | 96   |
| 法國音樂榜               | 118  |

## 另見
- 搶劫電影
- 《虎口拔牙（英语：The Driver）》（1978年電影）
- 《末路狂奔（英语：Pusher (1996 film)）》（1996年電影）
- 《玩命再劫》（2017年電影）
- 電影的洗白[127][128]

## 外部連結
- 互联网电影数据库（IMDb）上《亡命驾驶》的资料（英文）
- 豆瓣电影上《亡命驾驶》的資料 （简体中文）
- AllMovie上《亡命驾驶》的资料（英文）